# Свет (еженедельник)
«Свѣтъ» — литературная и общественная газета либерально-буржуазного русофильского направления. Печатный орган русинской культурно-просветительской организации «Общество святого Василия Великого». Распространялась на территории Мукачевской и Прешовской грекокатолических епархий.
Целью издания была защита интересов русинского народа в сфере литературного просвещения («охраняти интересы руськой (русинской) народности в сферѣ литературной просвѣты»).
Выходила в Унгваре в 1867—1871 годах. Первым редактором был Юрий Игнатков, педагог, языковед и литературовед, его сменили К. А. Сабов (1867—1869) и В. Ф. Кимак (1869—1871).
В газете освещалось тяжелое положение Закарпатской Украины, входившей тогда в составе Австро-Венгрии.
Газета выступала против мадьяризации и окатоличивания жителей Закарпатья. Редакция занимала радикальную политику, вела острую критику правительства, государственного строя, епископа Панковича, пропаганду России как единственной спасительницы русинов и русского языка как литературного языка русинов.
Сотрудниками «Свѣта» были все выдающиеся угрорусские деятели этой эпохи, среди них А. И. Добрянский-Сачуров, И. И. Раковский, иеромонах Анатолий Кралицкий, Александр Гомичков, А. Павлович, А. А. Митрак, И. А. Сильвай, И. Дулишкович, А. Попович. 
Сотрудничала с сатирическим еженедельником «Сова» под редакцией В. Кимака и газетой «Слово» во Львове. 
С 1871 г. до начала 1873 г., вместо «Свѣта», прекратившегося вследствие преследований мукачевского епископа Стефана Панковича и мадьярского правительства, выходил «Новый Свѣтъ», под редакцией священника Виктора Гебея; но лучшие писатели отказались от сотрудничества с ним.
Августин Волошин в своих «Воспоминаниях» отмечал:

 «Свѣтъ» выходил каждую неделю (в четверг). Публиковал статьи религиозно- исторического, этнографического и хозяйственного направления, корреспонденции, рассказы, новости и пр. Содержание по большей части были неоригинальные, но перепечатывались из великорусской литературы, произведения Пушкина, Тургенева, Гоголя и пр.— Августин Волошин. Спомини